# 構造エンジニア
構造エンジニア（こうぞうエンジニア、Structural_engineer）とは、地震などで損壊しないように、建築物の強度について技術的解決を行う技能職。構造家とも呼ばれるエンジニアもいる。

## 解説
基本的に建築の意匠設計者やほかの建築系エンジニア（設備、施工、積算ほか）と区分するための、建築界での呼称であり、土木その他の構造物技能職にはあまり使用しない。
新潟県の朱鷺メッセの連絡橋落下事故などに代表される構造不備による事故を事故調査・予防するのも、構造エンジニアの役割である。『ジェネラリスト』と名乗る者や坪井善勝のように「アーキテクト」と、またなわけんジム(すわ製作所)所属の名和研二のように構造と雑用業、と名乗ったりするものもおり、定義は曖昧である。
1916年に「家屋耐震構造論」で工学博士号を得た佐野利器から、弟子の内田祥三、内藤多仲、武藤清、内藤の弟子の松井源吾、木村俊彦、青木繁、川口衞らが先駆的な役割を果たし、最近では金箱温春、今川憲英、佐々木睦朗、新谷眞人らが活躍している。木村は作品集（新建築社）を出している稀有な構造エンジニア/構造家である。
構造技術者の賞として、日本建築構造技術者協会が主催するJSCA賞、また過去には松井源吾賞、それを継承する日本構造デザイン賞がある。
なお、日本で構造エンジニアが通常取得している国内での実務上の資格は建築士であり、一定規模以上は構造設計一級建築士である。ほかに関連資格としては専攻建築士（設計・構造）、APECENGINEER（Structural）、JSCA建築構造士などや、技術士 (建設部門)の鋼構造及びコンクリート、などの資格が存在する。
構造エンジニアはエンジニアリング設計と構造解析を担当。入門レベルの構造エンジニアは建築物なら梁や柱など、構造の個々の構造要素を設計でき、より経験豊富なエンジニアが建物などのシステム全体の構造設計と完全性に責任を負う場合がある。 
構造エンジニア主には建物、橋、パイプライン、産業用施設設備、トンネルであるが、自動車、船舶、航空機、宇宙船などの特定の種類の乗り物構造を専門としている者もいる。建物を専門とする構造エンジニアはコンクリート、鉄鋼、木材、石材、合金、複合材料などの特定の建築材料を専門としてオフィス、学校、病院、住宅などの特定の種類の建物に焦点を当てることがある。 
構造工学者は人類が最初に構造物を構築し始めてから存在してきたが、19世紀後半の産業革命の間に工学からの明確な専門職として建築の出現でより定義され、そして形式化された専門職になる。それまでは建築家と構造エンジニアは通常まったく同じもの、つまりマスタービルダーであったが、19世紀から20世紀初頭にかけて生まれた構造理論に関する専門知識の発達によって初めて、プロの構造エンジニアが誕生した。 
今日の構造エンジニアの役割には、静的荷重と動的荷重の両方、およびそれらに抵抗するために利用可能な構造に関する重要な理解が含まれ、現代の構造の複雑さは構造が受ける負荷を確実に支持し抵抗することを保証するため、エンジニアは多くの創造性を必要とする。
構造エンジニアは通常4年または5年の工学学士号を取得した後、最低3年間の専門的実務を経て完全な資質を得たと見なされ、世界中のさまざまな学協会および国内規制機関（たとえば、英国の構造エンジニア協会）によって認可または認定されている。そして学んだ学位コースおよび/または免許を求めているその国での司法管轄権に応じて、単なる構造技術者としてまたはシビルエンジニアとして、あるいは土木技術者と構造技術者の両方として認定される。
米国では、構造エンジニアリングを実務にする者は、自らが活動する州が定める免許ストラクチュラルエンジニア（SEライセンス）を取得する必要がある。ライセンスは通常米国プロフェッショナルエンジニア（PE）の制度によるシビルエンジニア、つまり日本で言うところの土木技術者と同じ資格を取得するが、一部の州では構造工学専用のストラクチュラルエンジニアとしての免許が必要となる。これは特定規模の建築構造の経験を有した専門職の経験も必要であるほか、プロフェッショナルのライアビリティがあるためである。
ライセンスの資格には、通常、指定された最低レベルの実務経験、国が実施する試験のほか、場合によっては州固有の試験を課されることもある。たとえばカリフォルニア州では受検者が一定規模の建物を構造設計する場合、工学と測量のための国家試験評議会（NCEES）によって定められた国家試験に合格する必要がある。また地震学と測量も含む州固有の試験もあるが、アラスカ、カリフォルニア、ハワイ、イリノイ、ネバダ、オレゴン、ユタ、ワシントンの各州には個別の構造エンジニアライセンスは設けていない。このためエンジニアがシビルエンジニアのライセンスを取得し、土木分野で実務を経験した後に獲得されるある規模の建築構造を扱える追加のライセンスまたは権限が設けられている。このためSEライセンスを持たない構造エンジニアが設計できて土木エンジニアが設計できない範囲はアラスカ、カリフォルニア、ネバダ、オレゴン、ユタ、ワシントンの各州では非常に限られているが、ハワイとイリノイなどの州になると、SEライセンシーに完全に留保されている。
国際機関の一例としてIABSE（橋と構造工学のための国際協会）がある。  この協会の目的は専門家や社会のために知識を交換し、構造工学の実践を世界規模で進めることである。

## 技術者資格相互承認

### APECエンジニア
APECエンジニアのStructural（構造）分野のうち建築構造分野については、一級建築士のうち建築構造に関する実務を行う者（建築構造士など）が対象となる。ただしこれらのものに対する審査の実施に関する事務は、前述の審査説明書の基づき、モニタリング委員会からの委託を受けた建築エンジニア資格委員会（事務局：日本建築センター）が行う。
そしてAPECエンジニアになるためには、APECエンジニアの5要件を満たす必要がある。日本において、建築構造分野に関するそれぞれの審査ポイントは、（1） 認定又は承認されたエンジニアリング課程を修了していること、又はそれと同等の者と認められていること。（2） 自己の判断で業務を遂行する能力があると当該エコノミーの機関で認められていること、としてある。
一級建築士免許証の写しが添付されていることが確認される必要があり、（3） エンジニアリング課程修了後、7年以上の実務経験を有していること。そして建築構造に関する7年間以上の実務経験を有しているかどうかを審査。
（4）少なくとも2年間の重要なエンジニアリング業務の責任ある立場での経験を有するか（この2年間は上記7年の内数としてもよい。）
下記に該当する建築構造に関する2年間の実務経験を有しているかどうかを審査。
　a. 比較的小さな規模の業務について、企画、計画、設計、管理、監理、調整などの大半を実施した経験を行い、業務を実施した経験。
　b. 比較的規模の大きな業務の一部を担当して、業務全体を理解した上で関連部署との調整やチームの指導などを行い、業務を実施した経験。
　c. 複雑な条件下の業務、新しい考え方が求められる業務、あるいは複雑な領域にまたがる業務などを実施した経験。
（5） 継続的な専門能力開発を満足すべきレベルで実施していること。